# Dolerocypria
Dolerocypria is een geslacht van kreeftachtigen uit de klasse van de Ostracoda (mosselkreeftjes).

## Soorten
- Dolerocypria bifurca Maddocks in Maddocks & Iliffe & Iliffe, 1986
- Dolerocypria conica Hu & Tao, 2008
- Dolerocypria convoluta Maddocks & Iliffe, 1993
- Dolerocypria elongata (Hartmann, 1955)
- Dolerocypria ensigera Maddocks, 1992
- Dolerocypria fastigata Keyser, 1975
- Dolerocypria heylenae Wouters, 2001
- Dolerocypria iliffei Maddocks, 2005
- Dolerocypria leizhouensis Hu & Tao, 2008
- Dolerocypria minutissima Hartmann, 1991
- Dolerocypria mukaishimensis Okubo, 1980
- Dolerocypria taalensis Tressler, 1937
- Dolerocypria tobawei Hu & Tao, 2008